# Hamilton (film uit 2020)
Hamilton is een Amerikaanse film uit 2020, gebaseerd op de gelijknamige musical van Lin-Manuel Miranda over het leven van Alexander Hamilton. 

## Release en ontvangst
De film was oorspronkelijk gepland voor vertoning in bioscopen, maar vanwege de gevolgen van de coronapandemie besloot Walt Disney Studio Entertainment om de film beschikbaar te stellen op hun streamingdienst Disney+. De film ontving lovende kritieken en werd uitgeroepen tot een van de beste films van 2020 door het American Film Institute. Bovendien ontving de film nominaties voor de Golden Globe in de categorieën Beste Musical of Komediefilm en Beste Acteur voor Lin-Manuel Miranda. Acteur Daveed Diggs werd genomineerd voor Beste Acteur in een Televisiefilm of Miniserie bij de Screen Actors Guild Awards. Daarnaast wist de film twee Emmy Awards te winnen. Het is vermeldenswaardig dat de Oscars de film vooraf heeft gediskwalificeerd voor deelname.